# Микоян, Артём Иванович

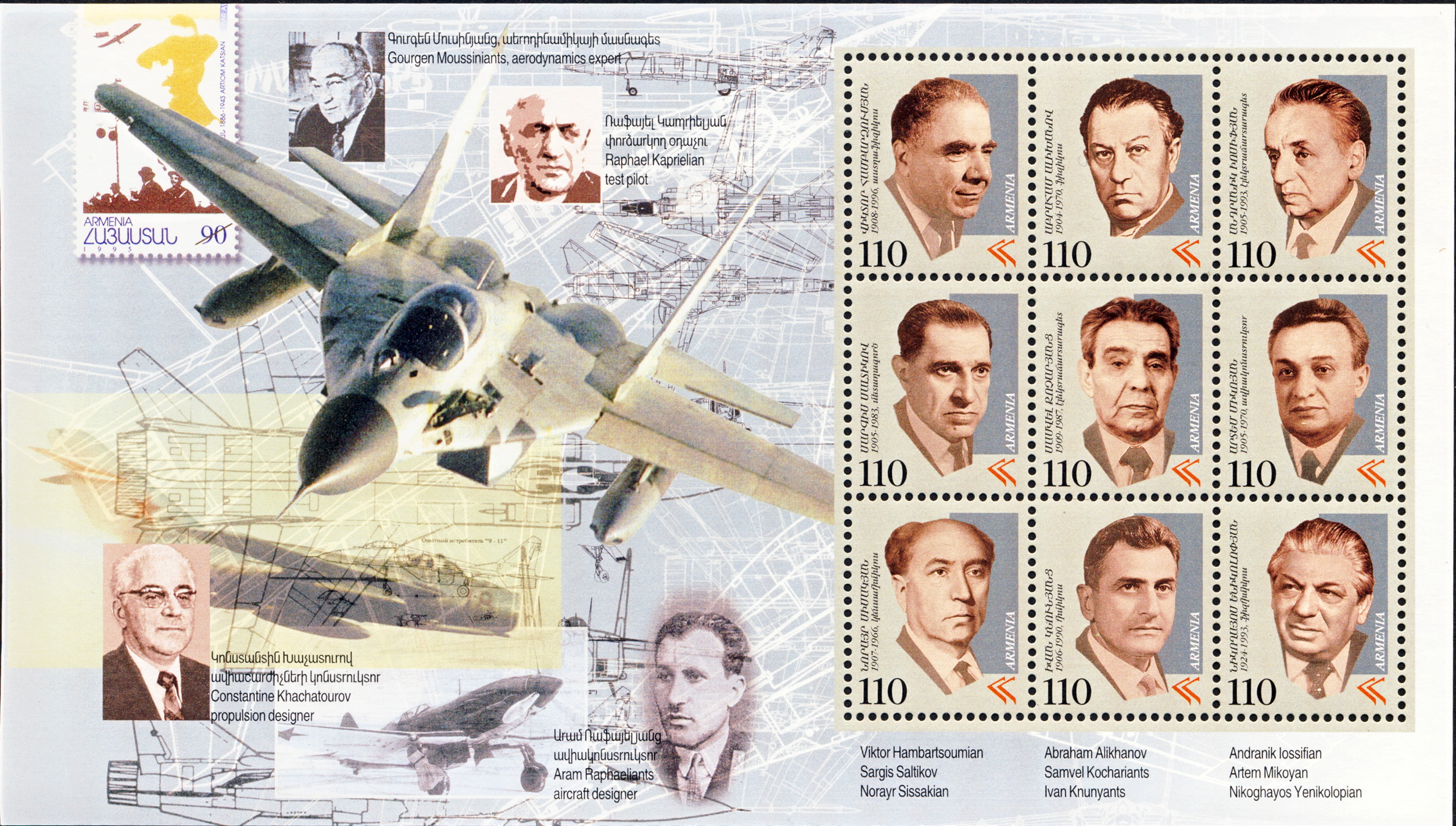
Амбарцумян, Алиханов, Иосифян, Салтиков, Кочарянц, Микоян, Сисакян, Кнунянц, Ениколопян

Артём Ива́нович Микоя́н (арм. Արտեմ Հովհաննեսի Միկոյան; имя при рождении — Анушава́н Оване́сович Микоян (арм. Անուշավան Հովհաննեսի Միկոյան); (1905 — 1970) — советский авиаконструктор армянского происхождения. Младший брат Анастаса Микояна. Дважды Герой Социалистического Труда.

## Биография

### Детство, юность
Родился 23 июля (5 августа) 1905 года в горном селении Санаин Борчалинского уезда Тифлисской губернии в бедной крестьянской армянской семье. Помимо Анушавана в семье было ещё четверо детей — двое сыновей (Ерванд и Анастас) и две дочери (Воскеат и Астхик). Его отец, Ованес Нерсесович Микоян (1856—1918), работал на медеплавильном заводе в Манесе. Его мать — Тамара (Талита) Отаровна Микоян (1867—1960) — была домохозяйкой.
Начальное образование получил в сельской школе (два класса). После смерти отца в 1918 году мать отправила Анушавана в Тифлис к двоюродной сестре Вергинии Туманян. Здесь он продолжил своё обучение в армянской школе. Летом 1921 года Микоян организовал в родном селе комсомольскую ячейку.

### Зрелые годы
В 1923 году переехал к старшему брату Анастасу в Ростов-на-Дону. Днём работал токарем на заводе «Красный Аксай», а по вечерам посещал занятия в школе ФЗУ. В 1924 году в дни ленинского призыва Микояна приняли кандидатом в члены РКП(б), а год спустя, в июне 1925 года, он стал полноправным членом партии. В ноябре он прибыл в Москву, где первое время жил в доме Екатерины Сергеевны Шаумян, вдовы С. Г. Шаумяна, одного из 26 бакинских комиссаров. Первым делом Микоян устроился токарем на завод «Динамо», где проработал вплоть до 1928 года. Сначала снимал квартиру, позже перебрался жить к инженеру-конструктору Додеву. В декабре посетил XIV съезд ВКП(б). В 1928 году был рекомендован на должность секретаря парторга Октябрьского трамвайного парка. В декабре был призван в ряды РККА. Микоян был зачислен в пехоту, срочную службу проходил в войсковой части города Ливны Орловской области. В августе 1929 года был переведён в Иваново-Вознесенскую военную школу (впоследствии — первое советское танковое училище Орловское бронетанковое училище) в городе Орле.
После службы в армии работал секретарём парткома на московском заводе «Компрессор». В 1931 году Микоян попал в число парттысячников, направленных на учёбу в ВВА имени Н. Е. Жуковского. В числе преподавателей академии были основоположник аэродинамики Б. Н. Юрьев, математик В. В. Голубев, В. П. Ветчинкин, Б. С. Стечкин, В. Ф. Болховитинов, В. П. Глушко и мн. др.
В 1933 году, одним из первых слушателей академии вызвался совершить парашютный прыжок. Как писал  Александр Яковлев, Микоян был, кажется, единственным из советских авиаконструкторов, который имел право носить на груди значок парашютиста.
В 1935 году Микоян был направлен на производственную практику в Харьков. Вместе с другими слушателями академии он построил свой первый самолёт — лёгкий «Октябрёнок», получивший высокую оценку Центрального аэроклуба. Весной 1936 года Микоян приступил к написанию дипломного проекта, работа над которым заняла больше года. 22 октября 1937 года он защитил дипломный проект, ему было присвоено звание военного инженера-механика ВВС РККА.

### Работа в КБ Поликарпова

Могила Микояна на Новодевичьем кладбище.

По окончании академии Микоян был назначен военным представителем на Государственный авиазавод № 1 (ГАЗ № 1). В феврале 1939 г. на авиазавод № 1 с завода № 156 было переведено КБ Н. Н. Поликарпова, которого назначили Главным конструктором завода. Инженер Микоян зарекомендовал себя как первоклассный специалист, и вскоре ему поручили контролировать разработку истребителя И-153.
В мае 1939 года на ГАЗ № 1 были переданы работы по скоростному истребителю И-180. Вскоре Н. Н. Поликарпов был направлен в командировку в Германию. В его отсутствие директор завода Воронин П.А. и главный инженер П. В. Дементьев выделили из состава КБ часть подразделений и лучших конструкторов (в том числе М. И. Гуревича) и организовали новый опытно-конструкторский отдел (ОКО), а по сути — новое КБ, руководителем которого и был назначен молодой авиаконструктор Микоян. Также Микояну передали проект нового истребителя И-200 (будущий МиГ-1), который Поликарпов направил в Наркомат авиационной промышленности (НКАП) на утверждение перед своей поездкой в Германию.
8 декабря 1939 года приказом НКАП Микоян был назначен начальником КБ-1 и заместителем главного конструктора ГАЗ № 1. Этот день считается днём образования КБ имени А. И. Микояна.
8 сентября 1941 года в статусе главного конструктора награждён орденом Красной Звезды (в числе других сотрудников авиазавода ГАЗ № 1, который выпускал тогда истребитель МиГ-3) «За образцовое выполнение заданий Правительства по выпуску боевых самолётов».
Член ВКП(б) c 1925 года. Депутат ВС СССР 3—8 созывов. Генерал-полковник инженерно-технической службы, глава ОКБ-155. Академик АН СССР (1968).
Скончался 9 декабря 1970 года. Похоронен в Москве на Новодевичьем кладбище (участок № 1).

## Личная жизнь
Со своей будущей женой, Зоей Ивановной Лисициной, Артём Микоян познакомился на её дне рождения, куда был приглашён Геворком Аветисяном. 23 февраля 1936 года они стали мужем и женой. После свадьбы молодожёны проживали в коммунальной квартире на улице Кирова. В декабре у них родилась дочь Наташа.
Сын Артёма Микояна — Ованес. Ныне является советником заместителя генерального директора РСК «МиГ».

## Разработки
Под его руководством (совместно с М. И. Гуревичем и В. А. Ромодиным) созданы участвовавшие в Великой Отечественной войне самолёты-истребители МиГ-1 и МиГ-3. После войны в КБ Микояна были созданы истребители МиГ-15, МиГ-17, МиГ-19, МиГ-21, МиГ-23, МиГ-25, МиГ-27, МиГ-29.
На самолётах КБ Микояна было установлено 55 мировых рекордов.

## Память

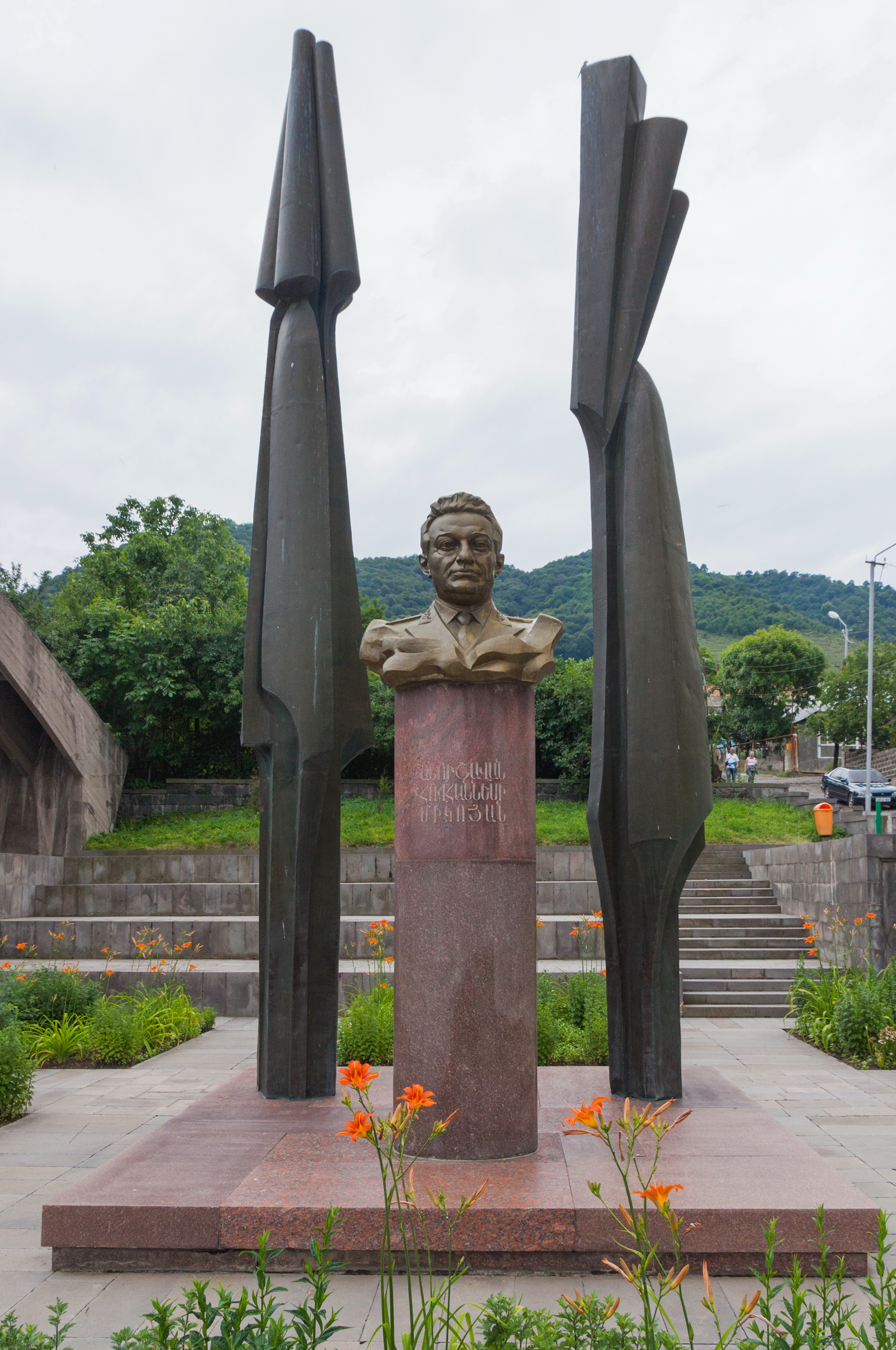
Памятник около Музея братьев Микоян. Санаин, Лорийская область, Армения.

- На знаменитом «Доме на набережной», где он жил, в его честь установлена мемориальная доска.
- В Армении были выпущены почтовые марки, посвящённые Микояну.
- В Москве, Улан-Удэ и Минском районе (Республика Беларусь) есть улица Авиаконструктора Микояна.
- В Армении его именем названа школа № 166.
- В Орле на здании, где размещалось Орловское бронетанковое училище (ул. Октябрьская, 47), установлена мемориальная доска посвященная  будущему авиаконструктору А. И. Микояну[7].

## Премии
- Ленинская премия (1962)
- Сталинская премия I степени (14 марта 1941) — за разработку новой конструкции самолёта
- Сталинская премия I степени (1947) — за разработку конструкции нового образца боевого самолёта
- Сталинская премия I степени (1948) — за создание нового типа боевого самолёта
- Сталинская премия II степени (1949) — за создание нового самолётного агрегата
- Сталинская премия I степени (1952) — за создание самолёта МиГ-17
- Сталинская премия (1953)

## Звания и награды
- дважды Герой Социалистического Труда (20 апреля 1956, 12 июля 1957):
  - (20 апреля 1956) — за выдающиеся заслуги в деле создания новой авиационной техники
  - (12 июля 1957) — за выдающиеся вклад в деле создания новой реактивной авиационной техники
- шесть орденов Ленина:

1. 31 декабря 1940
2. 3 февраля 1953
3. 5 ноября 1954
4. 4 августа 1955 — в связи с 50-летием  отмечая заслуги в деле создания новой авиационной техники
5. 20 апреля 1956 — за выдающиеся заслуги в деле создания новой авиационной техники
6. 4 августа 1965

- орден Октябрьской Революции (26 апреля 1971, посмертно)
- орден Красного Знамени (15 ноября 1950)
- орден Отечественной войны I степени (2 июля 1945)
- два ордена Красной Звезды (8 сентября 1941; 21 февраля 1945),
- медали
- Почётный гражданин Гюмри (1968)

## Семья
|      |      |      |      |        |        |        |        |        |        |        |        |                                         |                                         |                                         |                                         | Ованес Микоян                           | Ованес Микоян                           | Ованес Микоян                    | Ованес Микоян                    | Ованес Микоян                               | Ованес Микоян                               |                                             |                                             | Астхик Туманян                              | Астхик Туманян                              | Астхик Туманян                      | Астхик Туманян                      | Астхик Туманян                         | Астхик Туманян                         |                                        |                                        |                                        |                                        |                   |                   |                            |                            |                            |                            |                            |                            |                  |                  |                  |                  |  |  |  |  |  |  |  |  |  |  |  |  |  |  |  |  |  |  |  |  |  |  |  |  |  |  |  |  |  |  |
|      |      |      |      |        |        |        |        |        |        |        |        |                                         |                                         |                                         |                                         | Ованес Микоян                           | Ованес Микоян                           | Ованес Микоян                    | Ованес Микоян                    | Ованес Микоян                               | Ованес Микоян                               |                                             |                                             | Астхик Туманян                              | Астхик Туманян                              | Астхик Туманян                      | Астхик Туманян                      | Астхик Туманян                         | Астхик Туманян                         |                                        |                                        |                                        |                                        |                   |                   |                            |                            |                            |                            |                            |                            |                  |                  |                  |                  |  |  |  |  |  |  |  |  |  |  |  |  |  |  |  |  |  |  |  |  |  |  |  |  |  |  |  |  |  |  |
|      |      |      |      |        |        |        |        |        |        |        |        |                                         |                                         |                                         |                                         |                                         |                                         |                                  |                                  |                                             |                                             |                                             |                                             |                                             |                                             |                                     |                                     |                                        |                                        |                                        |                                        |                                        |                                        |                   |                   |                            |                            |                            |                            |                            |                            |                  |                  |                  |                  |  |  |  |  |  |  |  |  |  |  |  |  |  |  |  |  |  |  |  |  |  |  |  |  |  |  |  |  |  |  |
|      |      |      |      |        |        |        |        |        |        |        |        |                                         |                                         |                                         |                                         |                                         |                                         |                                  |                                  |                                             |                                             |                                             |                                             |                                             |                                             |                                     |                                     |                                        |                                        |                                        |                                        |                                        |                                        |                   |                   |                            |                            |                            |                            |                            |                            |                  |                  |                  |                  |  |  |  |  |  |  |  |  |  |  |  |  |  |  |  |  |  |  |  |  |  |  |  |  |  |  |  |  |  |  |
|      |      |      |      | Ерванд | Ерванд | Ерванд | Ерванд | Ерванд | Ерванд |        |        |                                         |                                         |                                         |                                         | Анастас Иванович (1895—1978)            | Анастас Иванович (1895—1978)            | Анастас Иванович (1895—1978)     | Анастас Иванович (1895—1978)     | Анастас Иванович (1895—1978)                | Анастас Иванович (1895—1978)                |                                             |                                             | Ашхен Лазаревна Туманян (1896—1962)         | Ашхен Лазаревна Туманян (1896—1962)         | Ашхен Лазаревна Туманян (1896—1962) | Ашхен Лазаревна Туманян (1896—1962) | Ашхен Лазаревна Туманян (1896—1962)    | Ашхен Лазаревна Туманян (1896—1962)    |                                        |                                        |                                        |                                        |                   |                   | Артём Иванович (1905—1970) | Артём Иванович (1905—1970) | Артём Иванович (1905—1970) | Артём Иванович (1905—1970) | Артём Иванович (1905—1970) | Артём Иванович (1905—1970) |                  |                  |                  |                  |  |  |  |  |  |  |  |  |  |  |  |  |  |  |  |  |  |  |  |  |  |  |  |  |  |  |  |  |  |  |
|      |      |      |      | Ерванд | Ерванд | Ерванд | Ерванд | Ерванд | Ерванд |        |        |                                         |                                         |                                         |                                         | Анастас Иванович (1895—1978)            | Анастас Иванович (1895—1978)            | Анастас Иванович (1895—1978)     | Анастас Иванович (1895—1978)     | Анастас Иванович (1895—1978)                | Анастас Иванович (1895—1978)                |                                             |                                             | Ашхен Лазаревна Туманян (1896—1962)         | Ашхен Лазаревна Туманян (1896—1962)         | Ашхен Лазаревна Туманян (1896—1962) | Ашхен Лазаревна Туманян (1896—1962) | Ашхен Лазаревна Туманян (1896—1962)    | Ашхен Лазаревна Туманян (1896—1962)    |                                        |                                        |                                        |                                        |                   |                   | Артём Иванович (1905—1970) | Артём Иванович (1905—1970) | Артём Иванович (1905—1970) | Артём Иванович (1905—1970) | Артём Иванович (1905—1970) | Артём Иванович (1905—1970) |                  |                  |                  |                  |  |  |  |  |  |  |  |  |  |  |  |  |  |  |  |  |  |  |  |  |  |  |  |  |  |  |  |  |  |  |
|      |      |      |      |        |        |        |        |        |        |        |        |                                         |                                         |                                         |                                         |                                         |                                         |                                  |                                  |                                             |                                             |                                             |                                             |                                             |                                             |                                     |                                     |                                        |                                        |                                        |                                        |                                        |                                        |                   |                   |                            |                            |                            |                            |                            |                            |                  |                  |                  |                  |  |  |  |  |  |  |  |  |  |  |  |  |  |  |  |  |  |  |  |  |  |  |  |  |  |  |  |  |  |  |
|      |      |      |      |        |        |        |        |        |        |        |        |                                         |                                         |                                         |                                         |                                         |                                         |                                  |                                  |                                             |                                             |                                             |                                             |                                             |                                             |                                     |                                     |                                        |                                        |                                        |                                        |                                        |                                        |                   |                   |                            |                            |                            |                            |                            |                            |                  |                  |                  |                  |  |  |  |  |  |  |  |  |  |  |  |  |  |  |  |  |  |  |  |  |  |  |  |  |  |  |  |  |  |  |
| Жора | Жора | Жора | Жора | Жора   | Жора   |        |        | Кардей | Кардей | Кардей | Кардей | Кардей                                  | Кардей                                  |                                         |                                         | Владимир Анастасович (1924—1942)        | Владимир Анастасович (1924—1942)        | Владимир Анастасович (1924—1942) | Владимир Анастасович (1924—1942) | Владимир Анастасович (1924—1942)            | Владимир Анастасович (1924—1942)            |                                             |                                             | Вано (Иван) Анастасович (1927—2016)         | Вано (Иван) Анастасович (1927—2016)         | Вано (Иван) Анастасович (1927—2016) | Вано (Иван) Анастасович (1927—2016) | Вано (Иван) Анастасович (1927—2016)    | Вано (Иван) Анастасович (1927—2016)    |                                        |                                        | Наталья Артёмовна                      | Наталья Артёмовна                      | Наталья Артёмовна | Наталья Артёмовна | Наталья Артёмовна          | Наталья Артёмовна          |                            |                            | Ованес Артёмович           | Ованес Артёмович           | Ованес Артёмович | Ованес Артёмович | Ованес Артёмович | Ованес Артёмович |  |  |  |  |  |  |  |  |  |  |  |  |  |  |  |  |  |  |  |  |  |  |  |  |  |  |  |  |  |  |
| Жора | Жора | Жора | Жора | Жора   | Жора   |        |        | Кардей | Кардей | Кардей | Кардей | Кардей                                  | Кардей                                  |                                         |                                         | Владимир Анастасович (1924—1942)        | Владимир Анастасович (1924—1942)        | Владимир Анастасович (1924—1942) | Владимир Анастасович (1924—1942) | Владимир Анастасович (1924—1942)            | Владимир Анастасович (1924—1942)            |                                             |                                             | Вано (Иван) Анастасович (1927—2016)         | Вано (Иван) Анастасович (1927—2016)         | Вано (Иван) Анастасович (1927—2016) | Вано (Иван) Анастасович (1927—2016) | Вано (Иван) Анастасович (1927—2016)    | Вано (Иван) Анастасович (1927—2016)    |                                        |                                        | Наталья Артёмовна                      | Наталья Артёмовна                      | Наталья Артёмовна | Наталья Артёмовна | Наталья Артёмовна          | Наталья Артёмовна          |                            |                            | Ованес Артёмович           | Ованес Артёмович           | Ованес Артёмович | Ованес Артёмович | Ованес Артёмович | Ованес Артёмович |  |  |  |  |  |  |  |  |  |  |  |  |  |  |  |  |  |  |  |  |  |  |  |  |  |  |  |  |  |  |
|      |      |      |      |        |        |        |        |        |        |        |        | Степан Анастасович (1922—2017)          | Степан Анастасович (1922—2017)          | Степан Анастасович (1922—2017)          | Степан Анастасович (1922—2017)          | Степан Анастасович (1922—2017)          | Степан Анастасович (1922—2017)          |                                  |                                  | Алексей Анастасович (1925—1986)             | Алексей Анастасович (1925—1986)             | Алексей Анастасович (1925—1986)             | Алексей Анастасович (1925—1986)             | Алексей Анастасович (1925—1986)             | Алексей Анастасович (1925—1986)             |                                     |                                     | Серго (Сергей) Анастасович (1929—2010) | Серго (Сергей) Анастасович (1929—2010) | Серго (Сергей) Анастасович (1929—2010) | Серго (Сергей) Анастасович (1929—2010) | Серго (Сергей) Анастасович (1929—2010) | Серго (Сергей) Анастасович (1929—2010) |                   |                   | Светлана Артёмовна         | Светлана Артёмовна         | Светлана Артёмовна         | Светлана Артёмовна         | Светлана Артёмовна         | Светлана Артёмовна         |                  |                  |                  |                  |  |  |  |  |  |  |  |  |  |  |  |  |  |  |  |  |  |  |  |  |  |  |  |  |  |  |  |  |  |  |
|      |      |      |      |        |        |        |        |        |        |        |        | Степан Анастасович (1922—2017)          | Степан Анастасович (1922—2017)          | Степан Анастасович (1922—2017)          | Степан Анастасович (1922—2017)          | Степан Анастасович (1922—2017)          | Степан Анастасович (1922—2017)          |                                  |                                  | Алексей Анастасович (1925—1986)             | Алексей Анастасович (1925—1986)             | Алексей Анастасович (1925—1986)             | Алексей Анастасович (1925—1986)             | Алексей Анастасович (1925—1986)             | Алексей Анастасович (1925—1986)             |                                     |                                     | Серго (Сергей) Анастасович (1929—2010) | Серго (Сергей) Анастасович (1929—2010) | Серго (Сергей) Анастасович (1929—2010) | Серго (Сергей) Анастасович (1929—2010) | Серго (Сергей) Анастасович (1929—2010) | Серго (Сергей) Анастасович (1929—2010) |                   |                   | Светлана Артёмовна         | Светлана Артёмовна         | Светлана Артёмовна         | Светлана Артёмовна         | Светлана Артёмовна         | Светлана Артёмовна         |                  |                  |                  |                  |  |  |  |  |  |  |  |  |  |  |  |  |  |  |  |  |  |  |  |  |  |  |  |  |  |  |  |  |  |  |
|      |      |      |      |        |        |        |        |        |        |        |        | Александр Степанович (Алик) (род. 1952) | Александр Степанович (Алик) (род. 1952) | Александр Степанович (Алик) (род. 1952) | Александр Степанович (Алик) (род. 1952) | Александр Степанович (Алик) (род. 1952) | Александр Степанович (Алик) (род. 1952) |                                  |                                  | Анастас Алексеевич (Стас Намин) (род. 1951) | Анастас Алексеевич (Стас Намин) (род. 1951) | Анастас Алексеевич (Стас Намин) (род. 1951) | Анастас Алексеевич (Стас Намин) (род. 1951) | Анастас Алексеевич (Стас Намин) (род. 1951) | Анастас Алексеевич (Стас Намин) (род. 1951) |                                     |                                     |                                        |                                        |                                        |                                        |                                        |                                        |                   |                   |                            |                            |                            |                            |                            |                            |                  |                  |                  |                  |  |  |  |  |  |  |  |  |  |  |  |  |  |  |  |  |  |  |  |  |  |  |  |  |  |  |  |  |  |  |
|      |      |      |      |        |        |        |        |        |        |        |        | Александр Степанович (Алик) (род. 1952) | Александр Степанович (Алик) (род. 1952) | Александр Степанович (Алик) (род. 1952) | Александр Степанович (Алик) (род. 1952) | Александр Степанович (Алик) (род. 1952) | Александр Степанович (Алик) (род. 1952) |                                  |                                  | Анастас Алексеевич (Стас Намин) (род. 1951) | Анастас Алексеевич (Стас Намин) (род. 1951) | Анастас Алексеевич (Стас Намин) (род. 1951) | Анастас Алексеевич (Стас Намин) (род. 1951) | Анастас Алексеевич (Стас Намин) (род. 1951) | Анастас Алексеевич (Стас Намин) (род. 1951) |                                     |                                     |                                        |                                        |                                        |                                        |                                        |                                        |                   |                   |                            |                            |                            |                            |                            |                            |                  |                  |                  |                  |  |  |  |  |  |  |  |  |  |  |  |  |  |  |  |  |  |  |  |  |  |  |  |  |  |  |  |  |  |  |
|      |      |      |      |        |        |        |        |        |        |        |        |                                         |                                         |                                         |                                         |                                         |                                         |                                  |                                  | Артём Анастасович (1993—2023)               |                                             |                                             |                                             |                                             |                                             |                                     |                                     |                                        |                                        |                                        |                                        |                                        |                                        |                   |                   |                            |                            |                            |                            |                            |                            |                  |                  |                  |                  |  |  |  |  |  |  |  |  |  |  |  |  |  |  |  |  |  |  |  |  |  |  |  |  |  |  |  |  |  |  |